# クリス・コナー
クリス・コナー（Chris Connor、1927年11月8日 - 2009年8月29日）は、アメリカ合衆国出身のジャズ歌手。
安定感のある歌唱力を持ち、ハスキーボイスが特徴で、アニタ・オデイ、ジューン・クリスティらと並び、スタン・ケントン・オーケストラが輩出した女性歌手（「ケントン・ガールズ」と言われる）の一人であり、先の二人と同様に1950年代に一定の成功を収めた。代表作は「バードランドの子守唄 (Lullaby Of Birdland)」。

## 生涯
1927年にカンザスシティで生まれる。歌手になる前の8年間でクラリネットを習っていたが、大学時代(英語版ウィキペディアによると)の1945年にジェファーソンシティにある大学の卒業式で歌った時、自らの歌に対する聴衆の反応が良かったことをきっかけに、本格的に歌手の道を目指す。
歌手の夢を叶えるため、1948年ニューヨークへ渡る（当初は歌の仕事を探しながら、速記者として働いた）。
やがてクロード・ソーンヒルのロード・マネージャーをしていたジョー・グリーンに出会ったことをきっかけに、クロード・ソーンヒルが手がけるコーラス・グループ、「ザ・スノーフレークス」のオーディションを受け、合格。クロード・ソーンヒル楽団の「There's a Small Hotel」「I Don't Know Why」の録音にコーラス（ザ・スノーフレークス名義）として参加する。
1952年以降は、Jerry Wald楽団の歌手として吹き込みを行うが、その後もクリスは1952年3月まで散発的にソーンヒル楽団とツアーを続けたほか、同年10月には、ソーンヒル楽団がラジオ放送向けの吹き込みを行う際、クリスも4曲の吹き込みへ参加した。
クリスの歌声をラジオで聴いたジューン・クリスティが、スタン・ケントン楽団の新たな歌手としてクリスを推薦する。ジューンの強い推薦により、1953年2月からスタン・ケントン楽団へ所属。ケントン楽団所属後初となる吹き込み「And The Bull Walked Around, Olay (1953年発売)」は、『ビルボード』誌のヒット・チャートで最高30位に入るヒット曲となった。
しかし1953年に突如として楽団を退団（ワン・ナイターのツアーが苦手だったためといわれる）し、ソロへ転向。
1953年にベツレヘム・レコードと契約。2枚の10インチ盤と2枚の12インチ盤を発表。
中でも1954年発売のアルバム『バードランドの子守唄』は、2万枚のセールスを記録。後に自身の代表作となる。
1956年にアトランティック・レコードと契約。
アトランティックに所属していた1956年から1962年までの期間に、クリスはメイナード・ファーガソン、ケニー・バレル、ハービー・マン、ラッキー・トンプソン、ハンク・ジョーンズ、オスカー・ペティフォード、ズート・シムズ、アル・コーン、ラルフ・シャロンらとアルバムの制作活動を行っている。
1961年、ルーレット・レコードからメイナード・ファーガソンとの共演盤を発表。同年、来日が実現している。
1963年、ソロに転向したばかりの時にクリスのマネージャーをした人物、モンテ・ケイがFMレコードを設立。クリスはモンテの説得を受け、アトランティックとの契約の更新をせず、同レーベルへ所属することになる。
1963年、移籍後第1作目として、ナイトクラブ「ザ・ヴィレッジ・ゲイト」でのライブ盤『ヴィレッジ・ゲイトのクリス・コナー』を発表。
同年3月、パリのバークレー・レコードのスタジオでアルバム『パリの週末』を録音する。本作は、プロデュースを担当したアラン・ダグラスが以前勤めていたバークレー・レコードのスタジオとサウンド・エンジニアの質の高さに注目し、クリスをパリへ連れて行き、録音を行ったもの。
しかし、FMレコードは設立から約1年後の1964年に破産、ルーレット・レコードに吸収された。
流行音楽の座がジャズからロックへ移行する中での弱小レーベルへ移籍という「不幸な決断」により、その後は長期契約に恵まれず、ABCパラマウント、コンテンポラリー・レコードなど様々なレーベルを渡り歩く。
1969年に来日。その時に行ったライブを録音したレコードが発売された（日本ビクター、『ソフトリー・アンド・スウィンギン (SMJ-7511)』）。
1975年、当時の日本におけるアトランティック・レコードの発売元であったワーナー・パイオニアが、アトランティック時代にクリスが行った「シングル用の吹込み」のみを収録したLP『ミスティ』を発売。
1976年、日本のCBSソニーに吹き込みを行う（アルバム『クリス・ムーブス』として発売）。
1983年には、クリスとアーネスティン・アンダーソン、キャロル・スローンが日本でジョイント・コンサートを開いた際にスタジオ録音した作品『スリー・パールズ (EWJ-90028)』を東芝EMIが発表。
さらに、1991年から1995年までの間、4作を日本のアルファレコードに吹き込んだ。
2009年8月29日、癌によりニュージャージー州にて死去。クリスは生前、ABCとパラマウントで録音した音源の権利を所有していた。

## ディスコグラフィ

### アルバム
- 『バードランドの子守唄』 - Sings Lullabys of Birdland (1954年、Bethlehem)
- 『シングス・ララバイズ・フォー・ラヴァーズ』 - Sings Lullabys for Lovers (1954年、Bethlehem)
- 『ジス・イズ・クリス』 - This Is Chris (1955年、Bethlehem)
- 『クリス』 - Chris (1956年、Bethlehem)
- 『クリス・コナー』 - Chris Connor (1956年、Atlantic)
- 『ヒー・ラヴス・ミー、ヒー・ラヴス・ミー・ノット』 - He Loves Me, He Loves Me Not (1956年、Atlantic)
- 『アイ・ミス・ユー・ソー』 - I Miss You So (1957年、Atlantic)
- 『ガーシュウィン・ソングブック』 - Chris Connor Sings the George Gershwin Almanac of Song (1957年、Atlantic)
- 『クリス・クラフト』 - Chris Craft (1958年、Atlantic)
- 『ジャズ・デイト・ウィズ・クリス・コナー』 - A Jazz Date with Chris Connor (1958年、Atlantic)
- 『バラッズ・オブ・ザ・サッド・カフェ』 - Sings Ballads of the Sad Cafe (1959年、Atlantic)
- 『ウィッチクラフト』 - Witchcraft (1959年、Atlantic)
- 『クリス・イン・パーソン』 - Chris in Person (1959年、Atlantic)
- 『ポートレイト・オブ・クリス』 - A Portrait of Chris (1960年、Atlantic)
- 『トゥズ・カンパニー』 - Two's Company (1961年、Roulette) ※with メイナード・ファーガソン
- 『ダブル・エクスポージャー』 - Double Exposure (1961年、Atlantic) ※with メイナード・ファーガソン
- 『フリー・スピリッツ』 - Free Spirits (1962年、Atlantic)
- 『ヴィレッジ・ゲイトのクリス・コナー』 - At the Village Gate: Early Show/Late Show (1963年、FM)
- 『パリの週末』 - A Weekend in Paris (1964年、FM)
- 『シングス・ジェントル・ボサ・ノヴァ』 - Sings Gentle Bossa Nova (1965年、ABC-Paramount)
- 『ナウ!』 - Chris Conner Now! (1966年、ABC)
- 『ソフトリー・アンド・スウィンギン』 - Softly and Swingin' (1969年、Victor) ※with ジョージ大塚トリオ
- Sketches (1972年、Stanyan)
- 『ミスティ』 - Misty (1975年、Atlantic)
- 『クリス・ムーブス』 - Chris Moves (1977年、CBS/Sony)
- 『スウィート・アンド・スウィンギング』 - Sweet and Swinging (1978年、Progressive)
- Live (1983年、Applause)
- 『スリー・パールズ』 - Three Pearls (1984年、Eastworld) ※with アーネスティン・アンダーソン、キャロル・スローン
- 『ラヴ・ビーング・ヒア・ウィズ・ユー』 - Love Being Here with You (1984年、Stash)
- 『クラシック』 - Classic (1987年、Contemporary)
- 『ニュー・アゲイン』 - New Again (1988年、Contemporary)
- 『時の過ぎゆくままに』 - As Time Goes by (1991年、Enja) ※with ハンク・ジョーンズ・トリオ
- 『エンジェル・アイズ』 - Angel Eyes (1991年、Alfa) ※with ハンク・ジョーンズ・トリオ
- The London Connection (1993年、Audiophile)
- 『マイ・ファニー・ヴァレンタイン』 - My Funny Valentine (1993年、Alfa)
- 『ブルー・ムーン』 - Blue Moon (1995年、Alfa)
- Haunted Heart (2001年、HighNote)
- I Walk with Music (2002年、HighNote)
- Everything I Love (2003年、HighNote)